# برك الحدود الشمالية
برك الحدود الشمالية، هي مجموعة من البرك المائية تقع في منطقة الحدود الشمالية بالسعودية وبها آثار موقع العصر الحجري بما في ذلك الدوائر الحجرية والملتقطات السطحية من الأدوات الحجرية الصوانية التي تتركز حول مدينة عرعر، كما تضم المنطقة مناطق أثرية تعود لعهد الأنباط منها العديد من النقوش والكتابات الثمودية.

## درب زبيدة
ينسب هذا الدرب إلى زبيدة بنت جعفر بن أبي جعفر المنصور، وزبيدة لقب لها كناية عن جمالها وحسن قوامها، وهي زوجة أمير المؤمنين هارون الرشيد، وترجع شهرة السيدة زبيدة إلى حبها لأعمال الخير والبر وخاصة عنايتها بطريق الحج وبناء البرك عليه وتوفير المياه لحجاج بيت الله الحرام، حتى غلبت شهرتها على الطريق فصار يعرف باسمها والدرب وإن كان ينسب إلى السيدة زبيدة بسبب الأعمال الجليلة التي بذلتها لراحة الحجاج فإنه من المؤكد أن بعض محطاته كانت قائمة قبل عصر الدولة العباسية واستخدمت ضمن طريق التجارة كذلك كان الدرب معروفا في صدر العصر الإسلامي فقد مر خالد بن الوليد -رضي الله عنه- بمحطتي فيد والثعلبية عندما أراد قتال المرتدين، وقد بقي الطريق مستخدماً يسلكه الحجاج والمسافرون وينعمون بما أقيم عليه من تسهيلات ومحطات وموارد للماء، كما رقمت بعض منشآت الطريق للمحافظة عليها ضمن خطة تهدف إلى المحافظة على بعض المحطات المتميزة.

## بركة الشيحيات
تقع جنوب بركة أم عصافير وهي من المحطات الكبيرة على درب زبيدة ولعل تسميتها بالشيحيات يعود إلى كثرة نبات الشيخ بالموقع ويوجد في المحطة بركتان لآبار مياه، وأحواض وبها أعلام لدرب زبيدة.

## بركة أم العصافير
تقع جنوب مدينة رفحاء على بعد 50كم في منخفض تغطية الأعشاب وهي مربعة الشكل كما يحتوي الموقع على أطلال لمبانٍ أثرية تتكون من غرف متفاوتة المساحات.

## بركة الشاحوف
تقع إلى الجنوب الغربي من برك زبالا على أطراف وادي الشاحوف، والشاحوف هو أحد المواقع المتوسطة على درب زبيدة الموجود في منطقة مستوية تقريبا، ويتكون من إحدى عشرة وحدة معمارية متفرقة بأحجام ووظائف مختلفة وتنتشر في القسمين (الشمالي والجنوبي)، حيث كانت المباني تبني على الهضاب المجاورة للوادي والمطلة عليه وكانت البركة والحوض هي التي تقع في الوادي للاستفادة من مياه الوادي، حيث القسم الشمالي يتكون من أربعة مباني وبركة دائرية والجنوب من ثلاثة مبانٍ وحوض مستطيل.

## بركة الجميمة
تقع على بعد 5 أميال شرقي رفحاء، ويحتوي الموقع على بركة ماء ووحدات معمارية، وأهم معالم الموقع البركة وهي مربعة الشكل لها دعائم أسطوانية ودرج في جدارها الشرقي يتكون من ثلاث عشرة درجة وللبركة مصفاة، ومدخل الماء في الجهة المقابلة للدرج في الجدار الغربي، وبالقرب من البركة بئر مياه محفورة في الصخر يبلغ قطر فوهتها حوالي المترين، ويوجد في الموقع مبانٍ أحدها مربع الشكل ويصل عدد غرفه إلى إحدى عشرة غرفة وبهاء فناء.

## بركة الثليمة
تقع بالقرب من بركة الجميمة على بعد 2.5كم باتجاه الشمال الشرقي، وأهم معالم الموقع بركة دائرية قطرها 32م مجصصة لها درج وقناة تتصل بمصفاة مستطيلة، كذلك يوجد بالموقع العديد من الأساسات الحجرية لمبانٍ تتكون من عدة غرف.

## بركة القاع والهيتم
هي محطة رئيسية والتي أهم معالمها بركتان متجاورتان، إحداهما شمالية وأخري جنوبية مغطاة بالرمال والجنوبية ليست بالجبس من الداخل لتحويل الماء، حيث تقع آثار غرب البركتين على هضبة طامنة تتكون من وحدات متناثرة، حيث تحتوي على قصر كبير من الطراز المألوف في درب زبيدة وصف دكاكين -مخازن- إضافة إلى غرف داخلية، وفي الجزء الشمالي نجد عدد ست عشرة غرفة وقلعة ومسجد القاع.